# Per brevità chiamato artista
Per brevità chiamato artista è un album di Francesco De Gregori, pubblicato il 23 maggio 2008.

## Descrizione
Il titolo dell'album cita un verso del brano inedito del cantautore risalente al 1974, De Gregori era morto, mai inciso su un album ufficiale ma ben noto ai suoi fans.
Il disco è stato registrato nei primi mesi del 2008. Alcune canzoni (ad esempio la title track e Finestre rotte) vengono presentate dal vivo nel tour precedente l'uscita dell'album ed è lo stesso cantautore a spiegare durante i concerti il titolo, che nasce dalla formula con cui, nei contratti discografici, è definito il cantante.
Tutte le canzoni sono state scritte da De Gregori, tranne L'angelo di Lyon, cover di The Angel of Lyon del cantautore statunitense Tom Russell (da lui scritto insieme a Steve Young e sempre da lui inciso nel 1992 nel suo album Switchblades of Love), tradotta in maniera fedele all'originale dal fratello Luigi Grechi, che nel 1999 l'aveva a sua volta incisa nell'album Così va la vita: per la seconda volta, dopo Il bandito e il campione, De Gregori incide una canzone firmata dal fratello.
Tutti i brani sono editi dalle Edizioni musicali Serraglio, tranne L'angelo di Lyon.
Il disco è stato registrato e missato nei Forward Studios di Grottaferrata da Gianmario Lussana; la copertina è opera di Alessandro Arianti.
Il primo singolo estratto (ma diffuso solo in forma promozionale per le radio agli inizi di maggio) è Per brevità chiamato artista, un valzer lento che presenta, nel testo e nell'arrangiamento, chiari riferimenti al cantautore canadese Leonard Cohen, in particolare alla canzone The Window, inclusa nell'album Recent Songs (1979); in generale le sonorità delle altre canzoni risentono dello stesso stile, tranne Finestre rotte, un rock blues ritmato. Il 16 maggio viene pubblicato il secondo singolo, Celebrazione.
I musicisti che lo accompagnano sono gli stessi dell'album precedente in studio, Calypsos.

## Tracce
Testi e musiche di Francesco De Gregori, eccetto dove indicato.
1. Per brevità chiamato artista – 5:25
2. Finestre rotte – 5:11
3. Celebrazione – 4:00
4. Volavola – 3:50
5. Ogni giorno di pioggia che Dio manda in terra – 3:15
6. L'angelo di Lyon – 3:55 (testo: Luigi Grechi (traduzione) – musica: Tom Russell e Steve Young)
7. Carne umana per colazione – 3:07
8. L'imperfetto – 4:55
9. L'infinito – 3:56

## Musicisti
Nel libretto dell'album i musicisti sono in realtà suddivisi canzone per canzone; per motivi di comodità sono stati qui invece riportati tutti insieme:
- Francesco De Gregori: voce, chitarra acustica
- Lucio Bardi: chitarra acustica, chitarra elettrica, banjo, scacciapensieri
- Paolo Giovenchi: chitarra classica, chitarra elettrica, dobro
- Stefano Parenti: batteria, tamburello
- Guido Guglielminetti: basso, contrabbasso
- Alessandro Valle: mandolino, pedal steel guitar, autoharp
- Alessandro Arianti: pianoforte, organo Hammond, fisarmonica, clarino
- Elena Cirillo: violino, cori
- Chiara Quaglia, Antonella De Grossi, Cristiana Polegri: cori

Orchestra d'archi arrangiata da Guido Guglielminetti e diretta da Maurizio Sparagna.